# 2016 у театрі

## Події

### Театральні починання
- 10 лютого — виставою «Вій 2.0» за п'єсою Наталії Ворожбит в постановці Максима Голенко розпочав роботу український незалежний «Дикий Театр» (театральний менеджер Ярослава Кравченко)[1]
- лютий — серпень — Започатковано Конкурс-лабораторію для молодих режисерів. Співзасновники конкурсу: Богдан Струтинський — художній керівник театру Національної оперети, Стас Жирков — художній керівник Київського експериментального театру «Золоті ворота», Ірина Аверіна — керівник Продюсерського центру «OpenDoors», Олена Іщенко — завідувач відділу міжнародних культурних зв'язків Державної агенції промоції культури України. Прийом заявок розпочався 15 лютого, імена переможців оголосили 2 серпня. За підсумками обговорення експертної ради прийнято рішення запросити для участі в лабораторії постановок малих театральних форм, що відбудеться в жовтні 2016 року в Мистецько-концертному центрі ім. Івана Козловського та Київському експериментальному театрі «Золоті ворота» учасників: Іраду Гезалову, Юлію Мороз, Жюля Одрі та Олександру Ніколаєву.[2][3]
- 9 липня — моновиставою «Індіанці. Сеня. Чорний джип» на квартирнику розпочав свою роботу театр унікальних авторських п'єс — театр одного актора «AVE» (м. Кривий Ріг, Дніпропетровська область). Актор, поет, сценарист, письменник, автор-виконавець власних музичних композицій – Павло Осиков[4]
- грудень — виставою «Панна, що возить фортепіано на возі» (реж. Анастасія Кузик у Коломиї презентували новий театральний проект «Franco-театр» — об'єднання творчих особистостей: як акторів-професіоналів, так і аматорів[5][6]

## Прем'єри
Січень
- 22 січня —
  - «Слава героям» Павла Ар'є (реж. Стас Жирков, копродукція Київського експериментального театру «Золоті ворота» та Івано-Франківського обласного академічного музично-драматичного театру ім. Івана Франка)
- 23 січня —
  - «Актор» Миколи Некрасова; реж. Катерина Лук'яненко, Навчальний театр «Арлекін», КНУТКіТ ім. Івана Карпенка-Карого, кафедра мистецтва театру ляльок)[7]
- 30 січня —
  - «Це все вона» Андрія Іванова (реж. Влада Бєлозоренко, Київський академічний Молодий театр)
- 31 січня —
  - «Слава героям?» Павла Ар'є (реж. Олексій Кравчук, Львівський академічний драматичний театр імені Лесі Українки)[8]

Лютий
- 6 лютого —
  - «Скинія Златая» за ідеєї Ельвіри Босович (реж. Роман Козак, І люди, і ляльки, м. Львів)
- 10 лютого —
  - «Вій 2.0» Наталі Ворожбит (реж. Максим Голенко, «Дикий Театр»)

Березень
- 8 березня —
  - «Ножі в курях, або Спадок мірошника» Девіда Гарровера[en] (реж. Володимир Кучинський, Львівський академічний театр імені Леся Курбаса)
- 10 березня —
  - «16+» Марини Смілянець (реж. Євгенія Відіщева, PostPlay театр, м. Київ)[9]
- 11 березня —
  - «Маклена Ґраса» Миколи Куліша (реж. Володимир Московченко, Луганський обласний академічний український музично-драматичний театр)[10][11]
- 25 березня —
  - «Гетьман Мазепа» Євгена Головатюка, В. Селезньова за мотивами повісті Богдана Лепкого (реж. Євген Головатюк, Запорізький академічний обласний український музично-драматичний театр імені Володимира Магара)

Квітень
- 9 квітня —
  - «Жізель» балет на 2 дії Адольфа Адана (реж. Раду Поклітару, Київ Модерн-балет)
  - «Річард III» за однойменною п'єсою Вільяма Шекспіра (реж. Автанділ Варсімашвілі[ru], Національний академічний драматичний театр імені Івана Франка)[12]
- 23 квітня —
  - «Абетка гарних манер» Марини Смілянець (реж. Поліна Кіно, Театр для дітей «Сонечко», м. Київ)[13]

Травень
- 8 травня —
  - «Раптом минулого літа» Теннессі Вільямса (реж. Ніл Флекмен, Львівський академічний театр імені Леся Курбаса)

Червень
- 15 червня —
  - «Каліка з острова Інішмаан» за п'єсою «Каліка з Інішмаана» Мартіна Мак-Дони (реж. Сергій Павлюк, Херсонський обласний академічний музично-драматичний театр імені Миколи Куліша)
- 24 червня —
  - «Незрівнянна» Пітера Квілтер (реж. Анатолій Хостікоєв, Національний академічний драматичний театр імені Івана Франка)[14]

Липень
- 9 липня —
  - «Індіанці. Сеня. Чорний джип» моновистава (реж. Павло Осіков, театр одного актора «AVE», м. Кривий Ріг)
- 29 липня —
  - «ATTENTION – торгівля людьми» за сценарієм Олександра Мартиненка; реж. Катерина Лук'яненко, Перформерменс на Хрещатику, Київ)[15]

Серпень
- 25 серпня —
  - «Країна серйозних» Марини Смілянець (реж. Віталій Кіно, Театр для дітей «Сонечко», м. Київ)[13]

Вересень
- 26 вересня —
  - «Здрастуйте, я ваша тітонька» Брендона Томаса (реж. В’ячеслав Жила, Антреприза, Київ) (за участі акторів: Антін Мухарський, Анатолій Гнатюк, Наталя Васько, Яніна Соколова, Олександр Папуша, Андрій Кронглевський, Олександра Жупник, Тая Сікорська, Володимир Захарченко та Олександр Жила[16]
- 18 вересня —
  - «Божественна комедія… АнДанте» Надії Крат (реж. Олексій Кравчук, І люди, і ляльки, м. Львів)
  - «Лисеня-хитрун» Валдіса Павловскіса; реж. Катерина Лук'яненко, Навчальний театр «Арлекін», КНУТКіТ ім. Івана Карпенка-Карого, кафедра мистецтва театру ляльок)
- 29 вересня —
  - «Гамлет-машина» за п'єсою Гайнера Мюллера (реж. Віталій Гольцов, Чернігівський обласний театр ляльок імені Олександра Довженка)

Жовтень
- 15 жовтня —
  - «Безприданниця. Версія» за п’єсою «Безприданниця»[ru] Олександра Островського (реж. Тамара Трунова, Київський академічний театр драми і комедії на лівому березі Дніпра)[17][18]
- 21 жовтня —
  - «Ілюзії» Івана Вирипаєва (реж. Стас Жирков, Театральна агенція «ТЕ-АРТ», м. Київ)
- 28 жовтня —
  - «Козенята та Сірий вовк» Юзефа Гімельфарба; реж. Катерина Лук'яненко, Навчальний театр «Арлекін», КНУТКіТ ім. Івана Карпенка-Карого, кафедра мистецтва театру ляльок)

Листопад
- 6 листопада —
  - «Milking cows» політичний трагіфарс Зоряни Починайко (реж. Зоряна Починайко, «Живаго», м. Львів)
- 12 листопада —
  - «Горе з розуму» за п'єсою Олександра Грибоєдова (реж. Андрій Білоус, Київський національний академічний Молодий театр)
- 26 листопада —
  - «І створив собі кумира…» за мемуарами Лева Копилева (реж. Стас Жирков, Київський експериментальний театр «Золоті ворота») (вистава-реквієм пам'яті жертв українських Голодоморів)[19]
  - «Ось та Ась» Надії Крат за казкою-думою «Про козака Ося та москаля Ася» Степана Васильченка (реж. Надія Крат, І люди, і ляльки, м. Львів)[20]

Грудень
- 16 грудня —
  - «Три товариші» за однойменним романом Еріха Марії Ремарка (реж. Юрій Одинокий, Національний академічний драматичний театр імені Івана Франка)

Без дати
- - (???) «Мапа ідентичності / Мова ворожнечі» (Не Театр Антона Романова) (з моменту створення, вистава тривала приблизно три хвилини. У 2018-у році вистава виокремилася та досягла хронометражу до години)

## Фестивалі
- 3 — 4 вересня — I Театральний фестиваль під відкритим небом «Кіт Ґаватовича» (м. Львів) (засновано театром «Склад 2’0»)[21]

## Нагороди
- Премія імені Леся Курбаса —
- Премії НСТДУ
  - Премія «Наш Родовід»
  - Премія імені Марії Заньковецької
  - Премія імені Мар'яна Крушельницького
  - Премія імені Панаса Саксаганського[22]
  - Премія імені Сергія Данченка
  - Премія в галузі театрознавства і театральної критики
  - Премія імені Вадима Писарєва
  - Премія імені Віктора Афанасьєва в галузі лялькового театру
  - Премія імені Федора Нірода в галузі сценографічного мистецтва
  - Премія імені Віри Левицької (США—Україна)
  - Премія імені Миколи Садовського
  - Премія імені Володимира Блавацького (США—Україна)
  - Премія імені Марка Бровуна

## Конкурси на заміщення керівних посад
| Дата       | Переможець                    | Посада                     | Театр / Заклад                                                  | Конкуренти | Коментар, Посилання   |
| ---------- | ----------------------------- | -------------------------- | --------------------------------------------------------------- | --- | --------------------- |
| 23 серпня  | Чуніхін Олександр Натанович   | Директор-художній керівник | Київський академічний театр юного глядача на Липках             | | ЗМІ                   |
| 2 вересня  | Гирич Віктор Сергійович       | Директор-художній керівник | Київський академічний театр юного глядача на Липках             | | Оголошення Відеозапис |
| 12 вересня | Чернікова Ірина Олександрівна | Директор-художній керівник | Київський академічний театр ляльок                              | | Відеозапис, ЗМІ       |
| вересень   |                               | Директор-художній керівник | Київський академічний театр ляльок                              | | ЗМІ                   |
| 18 жовтня  | Свистун Артем Олександрович   | Директор-художній керівник | Миколаївський академічний художній російський драматичний театр | Микола Кравченко, директор Миколаївського академічного художнього російського театру з 1997 року Ірина Пономаренко, завідувачка трупи Миколаївського академічного українського театру драми та музичної комедії Артем Свистун, митець Вахтанг Чхаїдзе, режисер (м. Київ) | ЗМІ                   |

## Діячі театру

### Померли

Валерія Заклунна-Мироненко (74)
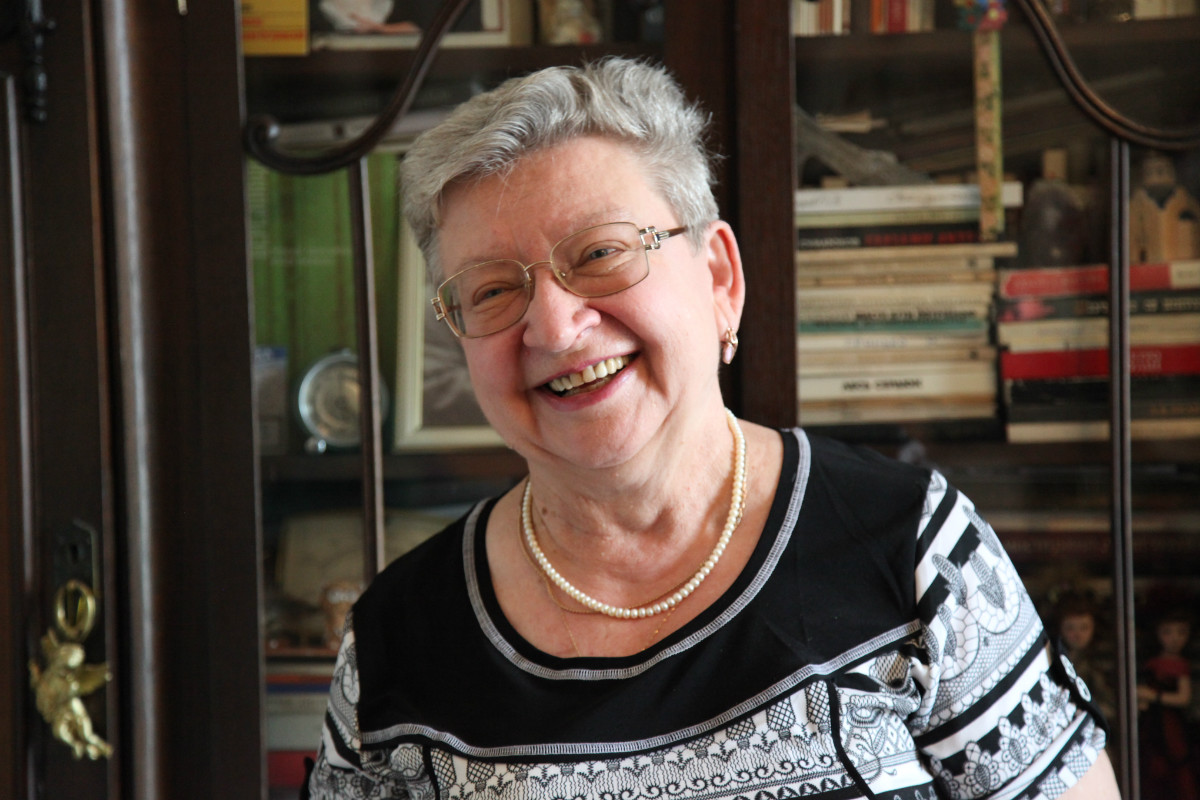
Валентина Заболотна (76)
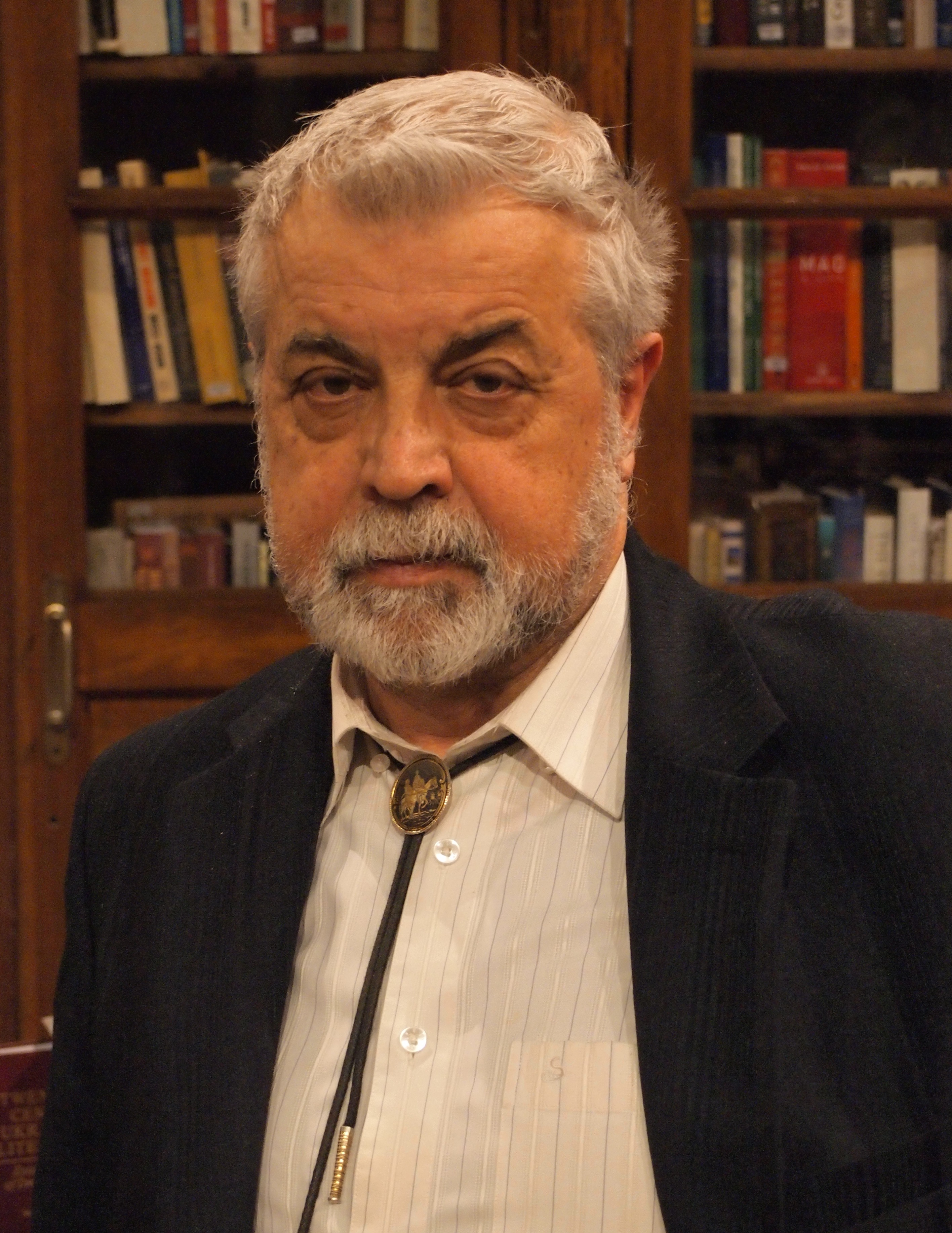
Лесь Танюк (77)

Березень
- 18 березня —
  -  Лесь Танюк (77) — український режисер театру і кіно, професор Київського національного університету театру, кіно і телебачення ім. І.Карпенка-Карого, заслужений діяч мистецтв України (1995), Народний артист України (2008), народний депутат України 1-го, 2-го, 3-го, 4-го, 5-го скликань, голова Національної спілки театральних діячів України (з 1992); голова Всеукраїнського товариства «Меморіал» ім. В.Стуса (1993—2014)[32][33].

Травень
- 1 травня —
  -  Михайло Френкель (78) — український сценограф, художник. Заслужений діяч мистецтв УРСР. Член Асоціації сценографів України. Член Національної спілки театральних діячів України. Лауреат премії Кабінету Міністрів України імені Лесі Українки.
- 5 травня —
  -  Валерій Левченко (70) — радянський і український режисер, головний режисер Одеського обласного театру ляльок.

Вересень
- 9 вересня —
  -  Сергій Єфремов (78) — радянський і український театральний режисер, засновник Київського муніципального академічного театру ляльок, актор, драматург, педагог, почесний президент Українського Центру Міжнародної Спілки діячів театру ляльок UNIMA-Україна, Народний артист України (2000).

Жовтень
- 13 жовтня —
  -  Валентина Заболотна (76) — театральний та кінокритик, театрознавеця. Кандидат мистецтвознавства (1985). Заслужений діяч мистецтв України (1993). Засновниця театральної премії «Бронек».
- 22 жовтня —
  -  Валерія Заклунна-Мироненко (74) — українська та радянська актриса театру і кіно. Герой України (2012).

## Театральна література
- Яна Іваницька. Богдан Струтинський: режисер без вихідних. У 2 кн. Кн. 1. — Київ : «Саміт-книга», 2016. — 352 с. — ISBN 978-966-2197-88-4.